# Енн Лекі
Енн Лекі (англ. Ann Leckie, 2 березня 1966 року, Толідо, Огайо, США)— американська письменниця-фантастка. Її дебютний роман 2013 року Ancillary Justice нагороджений Премією «Неб'юла» (2013), Премією «Г'юго» (2014), Премією Артура Кларка (2014) та багатьма іншими.

## Біографія

### Ранні роки
Енн Лекі народилася в Толідо, штат Огайо і виросла Сент-Луїсі, штат Міссурі, де її батьки, обидва хіміки за фахом, оселилися 1967 року.
В Сент-Луїсі Енн закінчила школу і вступила до Університету Вашингтона, де 1989 року отримала ступінь з музики. Місця, де працювала Енн Лекі були мало пов'язані з її освітою. Впродовж дев'яти років вона була офіціанткою та розпорядницею в університетському клубі, виконували низку тимчасових робіт, була членом геодезичної бригади і т. ін.
1996 року Енн одружилася з Девідом Харре і того ж року народила доньку Ейден, а 2000 року — сина Говена. В цей час Лекі присвятила себе вихованню дітей, працюючи неповний робочий день підмінним кухарем. Материнство надихнуло її почати писати, хоча справжнього прагнення до письменництва на той час вона не мала, це сприймалося лише як  можливість висловитися, спосіб спілкування з ким-небудь, окрім дітей

### Початок творчої кар'єри
Першу спробу написати роман Лекі здійснила в листопаді 2002 року, під час Національного місячника з написання роману (NaNoWriMo). Вона успішно окреслила перші контури майбутньої імперії Радч, але визнала результат занадто приблизним.
2005 року Енн виграла конкурс і взяла участь у шеститижневій програмі з написання наукової фантастики та фентезі в Сіетлі, що проводить  Кларіонівська Західна письменницька майстерня  (англ. Clarion West Writers Workshop). Майстерня приймає  лише  вісімнадцять студентів на рік. Лекі навчалася там у відомої письменниці-фантастки Октавії Батлер.
Після повернення додому Енн Лекі почала писати роман Ancillary Justice. За її словами, вона багато разів відмовлялася від  ідеї його створення і знов поверталася до нього, в підсумку робота над романом тривала шість років.
Водночас Лекі пише і публікує в часописах Subterranean Magazine, Strange Horizons, Realms of Fantasy та ін. низку оповідань, першим з яких стало «Гесперія і слава» (англ. Hesperia and Glory), що вийшло 2006 року у Subterranean Magazine. Деякі з цих оповідань були відібрані до антологій найкращої фантастики року The Year's Best Science Fiction & Fantasy.
2008 року Лекі разом з Рейчел Свірскі започаткувала щотижневий фантастичний подкаст PodCastle, де виконувала обов'язки помічника редактора. У 2010—2013 роках вона редагувала мережевий журнал Giganotosaurus, а також  була секретарем Асоціації американських авторів наукової фантастики та фентезі у 2012—2013 роках.
2012 року Лекі спробувала продати Ancillary Justice і відносно швидко знайшла агента і видавця — Orbit Books. Роман вийшов друком у жовтні 2013 року і майже одразу викликав значну реакцію критики і читачів.

### Цикл про всесвіт Імперії Радч
Дебютний роман Лекі Ancillary Justice став першою книгою трилогії в жанрі космічна опера «Імперська Радч»(англ. Imperial Radch). Він побачив світ в жовтні 2013 року і отримав усі основні нагороди англомовної фантастики та багато інших національних премій. Головний персонаж роману на ім'я Брек є допоміжним елементом і єдиним залишком штучного інтелекту зруйнованого військового корабля, що прагне помститися імператору Радч. Продовження, Ancillary Sword, було надруковане видавництвом Orbit Books в жовтні 2014 року, отримало премії Британської асоціації наукової фантастики за найкращий роман та «Локус» за найкращий науково-фантастичний роман. Наступного року вийшла остання частина трилогії, Ancillary Mercy, також нагороджена премією «Локус» за найкращий науково-фантастичний роман.
Окрім трилогії, до циклу належать ще два оповідання: «Повільна отрута ночі» (англ. Night's Slow Poison) 2012 року та «Вона мені наказує і я слухаюсь» (англ. She Commands Me and I Obey) 2015 року.
2017 року вийшов друком черговий роман Енн Лекі Provenance, події в якому знов відбуваються у всесвіті Імперії Радч.
На 2019 рік Orbit books анонсує видання першого роману Лекі в жанрі фентезі під назвою The Raven Tower, сюжет якого не пов'язаний з попередніми творами.

### Романи
Цикл про всесвіт Імперії Радч
- Provenance, (вид-во Orbit Books, 2017, ISBN 978-0-316-38867-2)

Трилогія «Імперська Радч»:
- Допоміжний елемент Справедливості (англ. Ancillary Justice, вид-во Orbit Books, 2013, ISBN 978-0-356-50240-3)
- Ancillary Sword, (вид-во Orbit Books, 2014, ISBN 978-0-356-50241-0)
- Ancillary Mercy, (вид-во Orbit Books, 2015, ISBN 978-0-356-50242-7)
  - оповідання «Повільна отрута ночі» (англ. Night's Slow Poison) (Electric Velocipede Magazine, 2012)[9]
  - оповідання «Вона мені наказує і я слухаюсь» (англ. She Commands Me and I Obey) (Strange Horizons, 2014)[10]

### Оповідання
- «Гесперія і слава» (англ. Hesperia and Glory, Subterranean #4, 2006)[11]
- «Як я знайшов бога» (англ. How I Found God, 2006)
- «Поховання мерців» (англ. Bury the Dead, 2007)[12]
- «Вони занурюються і зникають» (англ. They Sink and Are Vanished Away, 2007)
- «Дружина змія» (англ. The Snake’s Wife, Helix #6, Fall 2007)
- «Болотяні боги» (англ. Marsh Gods, Strange Horizons, 7 July 2008)[13]
- Clickweed (Two Cranes Press, 2008)
- «Голка та нитка» (англ. Needle and Thread, Lone Star Stories #29, October 2008) з Рейчел Свірскі[14]
- «Бог Ау» (англ. The God of Au, Helix #8, Spring 2008)
- «Налендар» (англ. The Nalendar, Andromeda Spaceways #36, September 2008)[15]
- «Табір під загрозою» (англ. The Endangered Camp, Clockwork Phoenix Anthology #2, 2009)[16]
- «Невідомий бог» (англ. The Unknown God, Realms of Fantasy, February 2010)
- «Улюблениця Сонця» (англ. Beloved of the Sun, Beneath Ceaseless Skies #54, October 21, 2010)[17]
- «Діва, Мати, Стара» (англ. Maiden, Mother, Crone, Realms of Fantasy, December 2010)з Рейчел Свірскі[18]
- «Інше слово для світу» (англ. Another word for World, Future Visions, 2015)[19]

## Нагороди та номінації
Ancillary Justice (2013)
- 2013: Премія «Неб'юла» за найкращий роман[20]
- 2013: Премія Британської асоціації наукової фантастики за найкращий роман[21]
- 2013: Премія Kitschies — «Золоте щупальце» (дебют)[22]
- 2014: Премія «Г'юго» за найкращий роман[23]
- 2014: Премія Артура Кларка[24]
- 2014: Премія «Локус» за найкращий дебютний роман[25]
- 2014: Британська премія фентезі найкращому новачку (Премія імені Сідні Дж. Баундса)[26]
- 2016: Премія Prix Bob Morane за найкращий перекладений роман[27]
- 2016: Премія «Сейун» за найкращий перекладений роман[28]

- 2013: Почесний список Премії Джеймса Тіптрі-мол.[29]
- 2014: номінація Меморіальна премія імені Філіпа К. Діка[30]
- 2014: фіналіст Премії імені Джона Кемпбелла[31]

Ancillary Sword (2014)
- 2014: Премія Британської асоціації наукової фантастики за найкращий роман[21]
- 2015: Премія «Локус» за найкращий науково-фантастичний роман[32]

- 2014: номінація Премія «Неб'юла» за найкращий роман[33]
- 2015: фіналіст Премія «Г'юго» за найкращий роман[34]

Ancillary Mercy (2015)
- 2016: Премія «Локус» за найкращий науково-фантастичний роман[35]

- 2015: номінація Премія «Неб'юла» за найкращий роман[36]
- 2016: фіналіст Премія «Г'юго» за найкращий роман[37]
- 2016: номінація Dragon Award за найкращий фантастичний роман[38]

Трилогія Imperial Radch (2013-2015)
- 2017: номінація «Велика премія уяви» за найкращий іноземний роман «Хроніки Радч» (фр. Les Chroniques du Radch)[39]
- 2017: номінація Премія «Сейун» за найкращий перекладений роман[40]

Provenance (2017)
- 2018: фіналіст Премія «Г'юго» за найкращий роман[41]
- 2018: номінація Премія Британської асоціації наукової фантастики за найкращий роман[21]
- 2018: номінація Премія «Локус» за найкращий науково-фантастичний роман[42]